# Антитавър
Антита́вър, Антиторос (на турски: Aladağlar), е  крайната североизточна част част от веригата на планината Тавър, разположена в Южна Турция. Антитавър е събирателно наименование на два паралелни хребета простиращи се от югозапад на североизток на протежение около 200 km. Западният хребет Тахтали (връх Бей 3054 m) се простира между долините на реките Енидже на запад и Гьоксу на изток, съставящи на река Сейхан. На североизток хребета завършва с двата изгаснали вулкана Сюнбюл (2562 m) и Тахталидаг (2700 m). Източният хребет Бинбога (връх Бинбога 2830 m) се простира между реките Гьоксу на запад и Джейхан на изток. В крайните си североизточни части двата хребета се сближават и преминават в хребета Хезанли, който затваря от югоизток Анадолското плато и прави връзката на изток с Арменската планинска земя. И двата хребета са дълбоко разчленени от притоците на реките Сейхан и Джейхан. Северните части на Антитавър представляват сухи степи, обрасли с редки храсталаци от типа на фригана, а по-влажните южни склонове са заети от иглолистни субтропични гори, съставени от киликийска ела, черен бор, източен смърч и др.